# Erwin Wegner
Erwin Wegner (* 5. April 1909 in Stettin; † 16. Februar 1945 in Saargemünd) war ein deutscher Leichtathlet und Olympiateilnehmer, der in den 1930er Jahren im 110-Meter-Hürdenlauf erfolgreich war. 

## Leben
Erwin Wegner gehörte dem Verein TSV Schöneberg Berlin an. In seiner Wettkampfzeit war er 1,91 m groß und 80 kg schwer. Wegner trat zum 18. Januar 1935 der SS bei (SS-Nummer 277.020) und brachte es zum 20. April 1941 zum SS-Obersturmführer.
Bei den Europameisterschaften 1934 gewann er die Silbermedaille (14,9 s). Bei den Olympischen Spielen 1932 gab er im Halbfinale auf und bei den Olympischen Spielen 1936 schied er ebenfalls im Halbfinale aus.
Er startete bei den Olympischen Spielen 1932 auch im Zehnkampf und wurde Neunter (7179,930 Punkte).